# Prince Nico Mbarga
Prince Nico Mbarga (1. ledna 1950 – 24. června 1997) byl nigerijsko–kamerunský zpěvák, hudebník a producent národnosti Igbo. Byl představitelem žánru highlife, hrál na elektrickou kytaru, xylofon, konga a bicí nástroje ve školních a hotelových kapelách, později založil ve městě Onitsha vlastní skupinu Rocafil Jazz. V roce 1976 vydal skladbu „Sweet Mother“, která se s třinácti miliony prodaných nosičů stala mezinárodním hitem a vyhrála anketu BBC o nejpopulárnější africkou píseň všech dob. V osmdesátých letech úspěšně vystupoval v Anglii s rockověji zaměřeným repertoárem, později hudební činnosti zanechal a pracoval jako hotelový manažer. Zemřel při havárii na motocyklu ve věku 47 let.